# Hugo Canefri
Hugo Canefri (Castellazzo Bormida, 1148 – Génova, 8 de octubre de 1233), también conocido como Hugo de Génova, fue un cruzado italiano y posteriormente trabajador de la salud.
Canefri nació, probablemente en 1148, a la familia de los condes de Canefri: señores feudales de Gamondio (hoy Castellazzo Bormida), Fresonara y Borgo Rovereto, en la zona de Alessandria.
Participó en la Tercera cruzada junto con Conrado de Montferrato y Guala Bicchieri, cónsul de Vercelli.
A los veinte años, habiéndose unido a la Orden de San Juan de Jerusalén,  abandonó su carrera en las armas y fue enviado a cuidar a los enfermos en el hospital del complejo de San Giovanni di Pré en Génova. Continuó en este trabajo durante más de cincuenta años.
Fue beatificado poco después de su muerte en 1233, y más tarde canonizado por la Iglesia católica. Es venerado particularmente en Alessandria y Génova y dentro del Orden de Malta. Su fiesta es el 8 de octubre.